# Liste der Abgeordneten zum Landtag Steiermark (III. Gesetzgebungsperiode)
Diese Liste der Abgeordneten zum Landtag Steiermark (III. Gesetzgebungsperiode) listet alle Abgeordneten zum Steiermärkischen Landtag in der III. Gesetzgebungsperiode vom 18. März 1953 bis zum 18. März 1957 auf. Nach der Landtagswahl 1953 stellte die Österreichische Volkspartei (ÖVP) 21 Abgeordnete, wobei sie gegenüber der Landtagswahl 1949 ein Mandat eingebüßt hatte. Des Weiteren war die Sozialistische Partei Österreichs (SPÖ) mit 20 Mandataren im Landtag vertreten, was einen Zugewinn von zwei Mandaten bedeutete. Die Wahlpartei der Unabhängigen (WdU) erzielte bei der Wahl 1953 sechs Mandate und stellte damit einen Abgeordneten weniger als noch 1949. Die Kommunistische Partei Österreichs (KPÖ) war wie bereits in der Vorgängerperiode mit einem Abgeordneten vertreten.
Nach der Angelobung der Abgeordneten am 18. März 1953 wählten die Landtagsabgeordneten am 15. Mai 1953 die Mitglieder der Landesregierung Josef Krainer senior III. Die Gesetzgebungsperiode endete mit der Angelobung der Abgeordneten der IV. Legislaturperiode am 18. März 1957.

## Funktionen

### Landtagspräsidenten
Zum neuen 1. Landtagspräsidenten der III. Gesetzgebungsperiode wurde Josef Wallner (ÖVP) gewählt. Er hatte dieses Amt bereits zwischen 1945 und 1949 ausgeübt, war jedoch zwischenzeitlich von Franz Thoma abgelöst worden, der nach der Landtagswahl 1953 aus dem Landtag ausgeschieden war. Karl Operschall (SPÖ) wurde als 2. Landtagspräsident wiedergewählt, wobei er das Amt 1952 übernommen hatte. Erstmals wurde im Steiermärkischen Landtag auch die Position des 3. Landtagspräsidenten besetzt, die Franz Scheer (WdU) übernahm. Alle drei Landtagspräsidenten waren dabei in offener Abstimmung gewählt worden.

### Klubobleute
Innerhalb der ÖVP übernahm in der konstituierenden Sitzung der bisherige Landtagspräsident Josef Wallner die Funktion des Fraktionsvorsitzenden.

### Ordner und Schriftführer
In der ersten Landtagssitzung wurden Franz Wegart (ÖVP), Friedrich Hofmann (SPÖ), Viktor Strohmayer (WdU) und Ditto Pölzl (KPÖ) zu Schriftführern gewählt. Die Funktion von Ordnern übernahmen die Abgeordneten Franz Koller (ÖVP), Vinzenz Lackner (SPÖ), Friedrich Alois Hueber (WdU) und Ditto Pölzl (KPÖ).

### Landtagsabgeordnete
Die 56 Landtagsmandate wurde in vier Landtagswahlkreisen vergeben. Dies waren die Landtagswahlkreise 1 (Graz und Umgebung), 2 (West- und Südsteiermark), 3 (Oststeiermark) und 4 (Obersteiermark). Von den 56 Mandaten wurden drei Mandate als Reststimmenmandate (R) vergeben.
| Name                   | Partei | Wahl- kreis | Anmerkung                                |
| ---------------------- | ------ | ----------- | ---------------------------------------- |
| Afritsch Anton         | SPÖ    | 1           | ab 20. Februar 1954 für Reinhard Machold |
| Allitsch Franz         | ÖVP    | 4           | ab 13. Juni 1953                         |
| Bammer Hannes          | SPÖ    | R           |                                          |
| Berger Ferdinand       | ÖVP    | 3           |                                          |
| Brandl Hans            | SPÖ    | 4           |                                          |
| Ebner Leopold          | ÖVP    | 4           | ab 13. Juni 1953                         |
| Ebner Oswald           | ÖVP    | 4           |                                          |
| Edlinger Peter         | SPÖ    | 2           |                                          |
| Ertl Gottfried         | ÖVP    | 4           |                                          |
| Gruber Josef           | SPÖ    | 4           | ab 15. Mai 1953                          |
| Hafner Walter          | WdU    | 3           | ab 13. Juni 1953 für Anton Stephan       |
| Hegenbarth Josef       | ÖVP    | 1           |                                          |
| Hirsch Peter           | ÖVP    | R           |                                          |
| Hofbauer Albert        | SPÖ    | 4           |                                          |
| Hofmann Friedrich      | SPÖ    | 3           |                                          |
| Hofmann-Wellenhof Otto | ÖVP    | 1           |                                          |
| Horvatek Norbert       | SPÖ    | 1           |                                          |
| Hueber Alois Friedrich | WdU    | 1           |                                          |
| Illig Udo              | ÖVP    | 1           | bis 20. Februar 1954                     |
| Kaan Richard           | ÖVP    | 1           | ab 20. Februar 1954 für Udo Illig        |
| Kalb Alois             | WdU    | 2           |                                          |
| Koch Hans              | ÖVP    | 2           |                                          |
| Koller Franz           | ÖVP    | 3           |                                          |
| Krainer Josef          | ÖVP    | 2           |                                          |
| Lackner Vinzenz        | SPÖ    | 4           |                                          |
| Lendl Hella            | SPÖ    | 4           |                                          |
| Machold Reinhard       | SPÖ    | 1           | bis 20. Februar 1954                     |
| Matzner Fritz          | SPÖ    | 4           |                                          |
| Matzner Maria          | SPÖ    | 1           |                                          |
| Operschall Karl        | SPÖ    | 4           |                                          |
| Peterka Edmund         | WdU    | R           |                                          |
| Pittermann Josef       | ÖVP    | 2           | ab 15. April 1953                        |
| Pölzl Ditto            | KPÖ    | 4           |                                          |
| Prirsch Ferdinand      | ÖVP    | 3           | bis 13. Juni 1953                        |
| Rainer Alfred          | ÖVP    | 4           |                                          |
| Rösch Otto             | SPÖ    | 2           |                                          |
| Schabes Karl           | SPÖ    | 2           |                                          |
| Scheer Franz           | WdU    | 4           |                                          |
| Schlacher Richard      | ÖVP    | 4           |                                          |
| Sebastian Adalbert     | SPÖ    | 4           |                                          |
| Speck Eduard           | SPÖ    | 1           |                                          |
| Stephan Anton          | WdU    | 3           | bis 13. Juni 1953                        |
| Stiboller Franz        | ÖVP    | 2           |                                          |
| Stöffler Josef         | ÖVP    | 3           |                                          |
| Strohmayer Viktor      | WdU    | 1           |                                          |
| Taurer Ernst           | SPÖ    | 1           |                                          |
| Udier Tobias           | ÖVP    | 4           | bis 13. Juni 1953                        |
| Wallner Josef          | ÖVP    | 3           |                                          |
| Wegart Franz           | ÖVP    | 2           |                                          |
| Weidinger Anton        | ÖVP    | 3           |                                          |
| Wernhardt Hans         | SPÖ    | 3           |                                          |
| Wolf Sophie            | ÖVP    | 1           |                                          |
| Wurm Fritz             | SPÖ    | 2           |                                          |

## Ausschüsse
Die Abgeordneten bildeten in der konstituierenden Sitzung wie bereits 1949 sechs Ausschüsse, die jeweils zwischen sieben und neun Mitglieder sowie Ersatzmitglieder umfassten. Die folgende Liste beinhaltet den Namen der Ausschüsse, die Anzahl der Mitglieder bzw. Ersatzmitglieder und die Verteilung der Mitglieder zwischen den Parteien.
- „Finanzausschuß“ (9 Mitglieder: 4 ÖVP, 4 SPÖ, 1 WdU)
- „Gemeinde- und Verfassungsausschuß“ (9 Mitglieder: 4 ÖVP, 4 SPÖ, 1 WdU)
- „Volksbildungsausschuß“ (7 Mitglieder: 3 ÖVP, 3 SPÖ, 1 WdU)
- „Landeskulturausschuß“ (7 Mitglieder: 3 ÖVP, 3 SPÖ, 1 WdU)
- „Verkehrs- und volkswirtschaftlicher Ausschuß“ (7 Mitglieder: 3 ÖVP, 3 SPÖ, 1 WdU)
- „Fürsorgeausschuß“ (7 Mitglieder: 3 ÖVP, 3 SPÖ, 1 WdU)